# Liste du patrimoine immobilier classé de Nivelles
Cette page regroupe l'ensemble du patrimoine immobilier classé de la ville belge de Nivelles.
| Objet | Année de construction / Architecte | Adresse                      | Section communale | Coordonnées                      | Numéro d’inventaire | Illustration |
| --- | ---------------------------------- | ---------------------------- | ----------------- | -------------------------------- | ------------------- | --- |
| Couvent des Récollets de Nivelles |                                    |                              |                   | 50° 35′ 46″ nord, 4° 19′ 40″ est | 25072-CLT-0001-01   | |
| Parc de la Dodaine |                                    |                              |                   | 50° 35′ 29″ nord, 4° 19′ 14″ est | 25072-CLT-0003-01   | Parc de la Dodaine |
| Cloître de l'ancien monastère Sainte-Gertrude |                                    |                              |                   | 50° 35′ 52″ nord, 4° 19′ 25″ est | 25072-CLT-0004-01   | Cloître de l'ancien monastère Sainte-Gertrude |
| Caves du Chapitre de Sainte-Gertrude |                                    |                              |                   | 50° 35′ 52″ nord, 4° 19′ 24″ est | 25072-CLT-0005-01   | Image manquanteTéléverser |
| Collégiale Sainte-Gertrude |                                    |                              |                   | 50° 35′ 51″ nord, 4° 19′ 25″ est | 25072-CLT-0006-01   | Collégiale Sainte-Gertrude |
| Hôtel de ville |                                    |                              |                   | 50° 35′ 52″ nord, 4° 19′ 22″ est | 25072-CLT-0007-01   | Image manquanteTéléverser |
| La Fontaine-Perron |                                    | Grand Place                  |                   | 50° 35′ 49″ nord, 4° 19′ 23″ est | 25072-CLT-0008-01   | La Fontaine-Perron |
| Tour Simone |                                    |                              |                   | 50° 35′ 48″ nord, 4° 19′ 11″ est | 25072-CLT-0009-01   | rue Seutin |
| Tourette de Nivelles |                                    |                              |                   | 50° 35′ 34″ nord, 4° 19′ 08″ est | 25072-CLT-0010-01   | avenue de la Tour de Guet |
| Immeuble sis 29 |                                    | Rue de Bruxelles 29          |                   | 50° 35′ 58″ nord, 4° 19′ 28″ est | 25072-CLT-0011-01   | Image manquanteTéléverser |
| Tour Renard |                                    | rue Fief de Rognon n°32      |                   | 50° 35′ 33″ nord, 4° 19′ 59″ est | 25072-CLT-0012-01   | Image manquanteTéléverser |
| Ancienne métairie de Quertaimont |                                    | Rue F. Delcroix, 32          |                   | 50° 36′ 11″ nord, 4° 19′ 55″ est | 25072-CLT-0013-01   | Ancienne métairie de Quertaimont |
| Domaine de Fonteneau |                                    |                              |                   | 50° 36′ 33″ nord, 4° 19′ 57″ est | 25072-CLT-0015-01   | |
| Domaine de la Potte |                                    |                              |                   | 50° 36′ 44″ nord, 4° 20′ 02″ est | 25072-CLT-0016-01   | Image manquanteTéléverser |
| Bois du Sépulcre |                                    |                              |                   | 50° 36′ 45″ nord, 4° 18′ 22″ est | 25072-CLT-0017-01   | Image manquanteTéléverser |
| Façades, toiture, charpente et escalier de l'immeuble sis rue des Saintes, n° 16 |                                    | Rue des Saintes n° 16        |                   | 50° 35′ 45″ nord, 4° 19′ 34″ est | 25072-CLT-0018-01   | Image manquanteTéléverser |
| Les façades et toitures de l'immeuble sis faubourg de Charleroi, n° 98 |                                    | faubourg de Charleroi, n° 98 |                   | 50° 35′ 25″ nord, 4° 19′ 47″ est | 25072-CLT-0019-01   | Image manquanteTéléverser |
| Maison sis rue de la religion, n° 10 y compris l'annexe |                                    | Rue de la religion n° 10     |                   | 50° 35′ 43″ nord, 4° 19′ 36″ est | 25072-CLT-0021-01   | Maison sis rue de la religion, n° 10 y compris l'annexe |
| L'église Sainte-Marguerite, sauf le petit édicule à droite de l'édifice (M) ainsi que l'ensemble formé par cette église, le cimetière, la cure et son jardin et la voirie le long du mur de la ferme (S) |                                    | rue du culot                 |                   | 50° 35′ 52″ nord, 4° 22′ 06″ est | 25072-CLT-0022-01   | L'église Sainte-Marguerite, sauf le petit édicule à droite de l'édifice (M) ainsi que l'ensemble formé par cette église, le cimetière, la cure et son jardin et la voirie le long du mur de la ferme (S) |
| Église Saint-François de Bornival |                                    | Bornival                     |                   | 50° 36′ 06″ nord, 4° 16′ 30″ est | 25072-CLT-0023-01   | |
| Les façades et toitures du logis et du pavillon de l'immeuble sis rue de Soignies, n° 15 |                                    | Rue de Soignies n° 15        |                   | 50° 35′ 49″ nord, 4° 19′ 15″ est | 25072-CLT-0024-01   | Image manquanteTéléverser |
| Cure (façades et toitures) |                                    | Rue du Centre n° 40          |                   | 50° 36′ 05″ nord, 4° 16′ 29″ est | 25072-CLT-0025-01   | Cure (façades et toitures) |
| Ferme du Seigneur (façades et toitures de l'ancienne entrée du XVIIe siècle, ainsi que la façade extérieure, les toitures et le pignon est de l'aile sud des dépendances anciennes)                      |                                    |                              |                   | 50° 36′ 01″ nord, 4° 16′ 19″ est | 25072-CLT-0026-01   | Ferme du Seigneur (façades et toitures de l'ancienne entrée du XVIIe siècle, ainsi que la façade extérieure, les toitures et le pignon est de l'aile sud des dépendances anciennes)                      |
| L'orgue ainsi que le jubé, les murs adjacents et la voûte de la première travée de l'église Saint-Remy                                                                                                   |                                    |                              |                   | 50° 36′ 47″ nord, 4° 21′ 06″ est | 25072-CLT-0027-01   | L'orgue ainsi que le jubé, les murs adjacents et la voûte de la première travée de l'église Saint-Remy                                                                                                   |
| Bois de l'Hôpital (+ SENEFFE/Arquennes) |                                    |                              |                   | 50° 35′ 32″ nord, 4° 15′ 49″ est | 25072-CLT-0031-01   | Image manquanteTéléverser |
| Bois d'Arpes (+ SENEFFE/Arquennes) |                                    |                              |                   | 50° 34′ 38″ nord, 4° 16′ 47″ est | 25072-CLT-0032-01   | Image manquanteTéléverser |
| L'ensemble de la collégiale Sainte-Gertrude à l'exception de l'avant-corps du mobilier (sauf la chaire de vérité) et de l'orgue (partie instrumentale et buffet)                                         |                                    |                              |                   | 50° 35′ 51″ nord, 4° 19′ 25″ est | 25072-PEX-0001-01   | L'ensemble de la collégiale Sainte-Gertrude à l'exception de l'avant-corps du mobilier (sauf la chaire de vérité) et de l'orgue (partie instrumentale et buffet)                                         |